# カマたまご
「カマたまご」は、日本のバンドB-DASHの7枚目のシングルである。2009年5月20日発売。発売元はハドソン。販売元はポニーキャニオン。

## 概要
- 前作から3年2ヶ月ぶりとなるシングル。
- 髙橋ヒロシの漫画「WORST」とコラボレーション。

## 収録曲

### CD
1. カマたまご (2:37)
作詞:B-DASH、作曲:GONGON、編曲:B-DASH
2. EAT (3:09)
作詞・作曲:GONGON、編曲:B-DASH

### DVD
1. カマたまご (MUSIC VIDEO)